# Jim Wych
James Allen „Jim“ Wych (* 11. Januar 1955 in Calgary) ist ein kanadischer Snookerspieler und Sportkommentator. Zwischen 1979 und 1996 war er 17 Jahre als Spieler auf der Profitour aktiv. 1990 begann er daneben als Kommentator von Snooker- und Billardveranstaltungen im Fernsehen.

## Karriere

### Anfänge und frühe Jahre
Jim Wych zeigte sein Talent erstmals bei den Canadian Open 1977, einem professionellen Einladungsturnier, wo er dem Weltranglisten-4. Dennis Taylor einen harten Kampf lieferte und nur knapp mit 8:9 unterlag. Seine Profikarriere begann mit 24 Jahren, nachdem er die kanadische Meisterschaft gewonnen hatte. In der Saison 1979/80 spielte er zuerst nur die Turniere in Kanada. Bei den Canadian Open erreichte er nach einem Sieg über Tony Meo das Viertelfinale. Bei der kanadischen Profimeisterschaft besiegte er Paul Thornley und Kirk Stevens und unterlag im Finale Cliff Thorburn mit 6:9. Nur für die Weltmeisterschaft ging er nach England und nach Siegen über John Bear und Rex Williams qualifizierte er sich für das Hauptturnier. Im Crucible Theatre gewann er gegen Ex-Weltmeister John Pulman und anschließend gegen Dennis Taylor, der inzwischen Nummer 2 der Weltrangliste war. In seinem ersten Match über drei Sessions gewann er eine bis zum 10:10 ausgeglichene Partie mit 13:10. Damit hatte er es als erster nichtbritischer Neuprofi ins Viertelfinale der WM geschafft. Dort verlor er gegen seinen Landsmann Cliff Thorburn mit 6:13, der danach als erster Kanadier Weltmeister wurde. Da die WM zu der Zeit das einzige Turnier war, anhand dessen eine Rangliste der Spieler ermittelt wurde, begann er seine Profikarriere auf Platz 17.
Im Jahr darauf nahm er auch am populären Pot-Black-Turnier teil und schaffte es bis ins Finale. Erneut stoppte ihn Cliff Thorburn, der das Show-Event mit 2:0 Frames gewann. Bei der Weltmeisterschaft konnte er aber weder in diesem noch im nächsten Jahr sein Auftaktmatch gewinnen und fiel deshalb in der Rangliste zurück. In der Saison 1982/83 wurde die Zahl der Ranglistenturniere auf 3 erhöht. Deshalb nahm er an den International Open und dem Professional Players Tournament teil und erreichte immerhin jeweils Runde 2. Die Weltmeisterschaft sagte er aber ab und weil die Punkte von seinem Viertelfinale aus der Wertung fielen, konnte er sich nicht in den Top 32 halten. 1983/84 spielte er dagegen nur die Weltmeisterschaft und obwohl er es zum zweiten Mal ins Crucible unter die Letzten 32 schaffte, fehlten die weiteren Ergebnisse, um sich zu verbessern. Im Jahr darauf meldete er zwar bei mehreren Ranglistenturnieren, trat aber nur bei der WM an und kam auch nur in Runde 2.

### Jahre in den Top 64 und Karriereende
Erst in der Saison 1985/86 nahm er die Profitour richtig in Angriff. Während er bei den ersten vier Turnieren nicht über die zweite Runde hinauskam, folgte bei den British Open ein weiterer Karrierehöhepunkt. Zum zweiten Mal nach der WM erreichte er das Viertelfinale eines Ranglistenturniers. Er besiegte unter anderem Tony Knowles und John Parrott, dann ließ ihm aber der Weltranglistenerste Steve Davis keine Chance. Bei der Weltmeisterschaft verpasste er zwar erneut das Hauptturnier, trotzdem stieg er wieder auf Platz 32 der Setzliste. Im selben Jahr erreichte er zum zweiten Mal das Finale der kanadischen Profimeisterschaft und zum wiederholten Mal war es Cliff Thorburn, der einem Sieg im Weg stand: Wych verlor 2:6. Während der Saison 1986/87 spielte er 6 Ranglistenturniere, viermal kam er unter die Letzten 32, zweimal verlor er das Auftaktspiel. Im Jahr darauf erreichte er dreimal die Letzten 32 und schlug mit Joe Johnson und Stephen Hendry zwei Spieler aus den Top 5. Die Saison 1988/89 begann er mit einem Achtelfinale beim International Open. Es folgte das dritte Finale bei der kanadischen Profimeisterschaft, allerdings auch die dritte Niederlage, diesmal mit 4:8 gegen Alain Robidoux. Dann gab es einige frühe Niederlagen, aber beim European Open erreichte er ein weiteres Mal ein Viertelfinale. In den Jahren hielt er ungefähr seine Position in der Weltrangliste, auch wenn er nicht mehr unter die Top 32 kommen sollte.
In der Saison 1989/90 folgte dann ein Einbruch. Fünfmal qualifizierte er sich in der ersten Saisonhälfte für die Letzten 64, zweimal verlor er dann, dreimal musste er absagen. Vier weitere Absagen folgten 1990. Damit drohte er sogar aus den Top 64 herauszufallen. Allerdings fing er sich in der Saison darauf wieder und nach einem mäßigen Start stand er beim Dubai Classic 1990 schon wieder im Achtelfinale. Beim European Open kam er unter die Letzten 32 und bei der Weltmeisterschaft verpasste er um eine Runde den Crucible-Einzug. 1991/92 tat er sich dann die ganze Saison über wieder schwer und gewann bis zur WM nur zwei Partien. Im wichtigsten Turnier der Saison schaffte er aber mit einem 10:3-Sieg über John Virgo zum fünften Mal den Einzug ins Hauptturnier und mit Siegen über die Top-16-Spieler Dean Reynolds und Willie Thorne gelang ihm zum zweiten Mal der Einzug ins WM-Viertelfinale. Jimmy White behielt dort aber mit 13:9 die Oberhand. Damit stieg er noch einmal auf Platz 40 in der Rangliste, bevor es endgültig abwärts ging. Zwar erreichte er zu Beginn der Saison 1992/93 beim Dubai Classic noch einmal das Achtelfinale und bei den Welsh Open die Runde der Letzten 32, aber die letzten drei Turniere beendete er ohne Sieg. Die Punkte, die in der Zweijahreswertung gestrichen wurden, konnte er damit nicht wettmachen. In der ganzen Saison 1993/94 gewann er nur drei Partien und dass er bei den International Open 1995 noch einmal unter die Letzten 32 kam, machte die 5 Auftaktniederlagen kaum wett, und er schaffte es 1995 erstmals überhaupt nicht mehr unter die Top 64. In der Saison 1995/96 meldete er sich zwar noch für ein paar Turniere an, erschien dann aber nicht mehr zur Qualifikation. Damit wurde er in der folgenden Saison zwar noch auf Platz 262 geführt, faktisch hatte er aber seine Profikarriere beendet.

### Beruf und Nachkarriere
Bereits ab 1990 hatte Jim Wych begonnen, für den britischen Sender Sky Sports Snookerturniere zu kommentieren. Ab 1993 berichtete er auch von anderen Billardturnieren im 9-Ball und später im 8-Ball. Mit dem Ende seiner Profikarriere zog er sich auch aus Großbritannien zurück und arbeitete in der Berichterstattung vom Poolbillard vor allem für nordamerikanische Sender wie ESPN und Fox Sports. Zwischen Dezember 1992 und Oktober 1993 saß Wych zudem im Vorstand des Snooker-Weltverbandes.
1999 verzeichnete er noch einmal einen Erfolg im Amateursnooker: 20 Jahre nach seinem ersten Landesmeistertitel wurde er zum zweiten Mal kanadischer Meister mit einem 6:4-Sieg gegen Tom Finstad.
Über seine Tätigkeit als Kommentator hinaus ist der Kanadier Miteigentümer einer Billardhalle und als Promoter und Organisator von Billard- und Snookerveranstaltungen aktiv. 2016 plante er zum Beispiel eine Wiederbelebung der Weltmeisterschaft im 8-Ball, bei der dann allerdings ein chinesischer Veranstalter einstieg. Bereits Anfang der 2000er war Wych zusammen mit Cliff Thorburn und dem gemeinsamen Unternehmen Thorburn-Wych International an der Ausrichtung der Americas Tour beteiligt, einer Serie von Snookerturnieren in Nordamerika zur Qualifikation für die Main Tour.

## Erfolge
Ranglistenturniere:
- Viertelfinale: Weltmeisterschaft (1980, 1992), British Open (1986), European Open (1989)
- Achtelfinale: International Open (1988), Dubai Classic (1990, 1992)

Andere Profiturniere:
- Finale: Canadian Professional Championship (1980, 1986, 1988; Halbfinale 1985), Pot Black (1981)

Amateurturniere:
- Kanadischer Meister (1979, 1999)